# كريكوت
كريكوت (بالإنجليزية: Cricut)‏ هي علامة تجارية أمريكية لقاطعات الرسوم، أو آلات القطع التي يتم التحكم فيها بواسطة الكمبيوتر، والمصممة للحرفيين المنزليين. تُستخدم الآلات لقطع الورق واللباد والفينيل والنسيج ومواد أخرى مثل الجلد وألواح الخشب.